# Guerra de Devolución
La guerra de Devolución (1667-1668) fue un conflicto bélico entre España y Francia que ganó esta última. Se inició con la invasión de Luis XIV de Francia a los Países Bajos españoles, bajo el pretexto de que la dote de su esposa María Teresa no había sido pagada. En realidad, seguía la política de Richelieu de alejar la frontera de París a costa de los Países Bajos españoles.
Las plazas fuertes cayeron en una serie de brillantes maniobras. Con gran ventaja numérica, los franceses realizaron un paseo militar que les permitió apoderarse de una serie de importantes plazas, siendo Lille la principal de ellas. El príncipe de Condé ocupó el Franco Condado con un ejército de 72 000 hombres, ante la negativa de España a negociar, en febrero de 1668. España no tenía medios para resistir, por lo que confiaba en la ayuda internacional. Holanda, Inglaterra y Suecia, que no veían bien la expansión francesa, formaron la Triple Alianza nórdica y protestante, y Luis XIV prefirió tratar en condiciones moderadas.
Por el Tratado de Aquisgrán de mayo de 1668, España recuperó el Franco Condado y cedió Lille, Tournai, Charleroi y otras plazas flamencas. España empezaba su decadencia como gran potencia y renunciaba a Portugal. Francia fue la gran beneficiada.

## Circunstancias

Mapa de la guerra en los Países Bajos y el Franco Condado. Se observa la invasión francesa de los Países Bajos en la primavera y el verano de 1667 y la conquista relámpago del Franco Condado a principios de 1668.

Las reclamaciones de Luis XIV se basaron en el hecho de que la dote de su mujer, María Teresa, hija del primer matrimonio del rey español Felipe IV con Isabel de Borbón, no había terminado de ser pagada por Felipe IV. Cuando éste murió en 1665, los abogados de Luis justificaron las reclamaciones del rey francés argumentando que las antiguas leyes de Brabante establecían que los Países Bajos Españoles debían ser cedidos en herencia a la hija de Felipe, fruto del primer matrimonio del monarca, y no al hijo heredero fruto de la relación con su segunda esposa, Mariana de Austria, el ya reinante Carlos II. Luis reclamaba para su mujer Brabante, Henao, Namur, una cuarta parte de Luxemburgo y una tercera del Franco Condado. Sin embargo, este derecho (ius devolutionis) según el cual en los Países Bajos solo los hijos del primer matrimonio eran legítimos herederos de los bienes paternos, era vinculante únicamente para el patrimonio privado y solamente a algunas de sus provincias. La reclamación francesa era un mero pretexto para desencadenar la guerra. En realidad, la motivación francesa era política y militar: lograr, mediante la fijación de las fronteras en lugares de fácil defensa, asegurar el reino y extender su influencia por el continente. En el este, el objetivo era alcanzar el Rin. En el noroeste, la debilidad española debía permitir la conquista de los Países Bajos españoles —y, más al sur, el Franco Condado— y, posteriormente, de las Provincias Unidas de los Países Bajos, lo que hubiese hecho de Francia una gran potencia marítima. Los territorios deseados por la corte francesa eran parte de la herencia borgoñona de los Austrias españoles, que hablaban mayoritariamente francés, tenían una cultura similar a la francesa y estrechos vínculos entre la nobleza de los dos lados de la frontera.
Francia intensificó la presión en las reclamaciones en 1667, y la Monarquía Hispánica se opuso. En los preparativos para la guerra, Colbert, el primer ministro francés, organizó un ejército de entre cincuenta y ochenta mil hombres. Para facilitar la campaña, Francia rubricó una serie de alianzas para aislar a España. Firmó una liga con Portugal que aseguraba la continuación de los combates en la península ibérica y se granjeó el apoyo de Saboya y de diversos príncipes alemanes que debían impedir la llegada de socorros a Flandes a través de sus territorios. Los británicos estaban coligados con los portugueses desde 1660, los holandeses enzarzados en una guerra con aquellos y el emperador Leopoldo I de Habsburgo, inmerso en una contienda con los turcos y más dispuesto a pactar con los franceses —en enero de 1668 firmó un tratado secreto con estos para repartirse el imperio español— que a auxiliar a sus parientes de Madrid.
Por su parte, el ejército de Flandes había menguado sensiblemente tras la firma de la paz de los Pirineos con Francia en 1659. Pese a que la desmovilización fue mucho menor que en anteriores periodos de paz del siglo —señal de las sospechas de que se retomarían las luchas con los franceses—, en 1661 el ejército contaba con la mitad de hombres que en 1659. Según se acercó la guerra, el gobernador, marqués de Castel Rodrigo trató de formar nuevas unidades de valones y alemanes, más fáciles de reclutar que los de otras regiones. Lo exiguo del dinero disponible impidió, sin embargo, que pudiese llevar a cabo sus planes. La falta de remesas desde España hacían que Castel Rodrigo solo pudiese contar con las contribuciones de las provincias, unos dos millones y medio de florines anuales, claramente insuficientes para pagar al ejército, que necesitaba tan solo en pagas unos ochocientos mil mensuales. La penuria era tal que no solo los pertrechos eran mínimos, sino que la tropa, mal pagada, tuvo en ocasiones que recurrir a mendigar para sobrevivir. Las estrecheces económicas habían desmantelado el ejército de campaña y habían reducido al de Flandes a una serie de guarniciones en las principales ciudades y plazas fuertes, compuestas por soldados mal pagados y equipados.

## Paseo triunfante
Tras meses de preparativos, el 21 de mayo los franceses fijaron el cuartel general del ejército invasor en Amiens. Allí acudió el rey Luis para participar en la que sería su primera campaña militar. Sin declaración de guerra, los franceses emprendieron la invasión de los Países Bajos el 26 del mes. La guerra la declaró por el contrario España, tardíamente, el 14 de julio.
El Imperio español, en ese momento, se encontraba en una situación muy débil, tanto en el plano político y militar como en el económico. El principal problema de la Corona, especialmente grave en Flandes, era la falta de dinero para reclutar soldados y asegurar la defensa de los territorios. Por tanto, no pudo dar una respuesta fuerte al ataque francés, tal y como pronosticaba el veterano vizconde de Turena, Henri de la Tour d'Auvergne. Los franceses contaban con unos cincuenta mil soldados, frente a los aproximadamente veintisiete mil que defendían los Países Bajos españoles. Esta cantidad, repartida entre unos siete mil jinetes y veinte mil infantes, no bastaba siquiera para asegurar las guarniciones del territorio. El ejército francés, muy crecido merced a las reformas administrativas, contaba por entonces, según los cálculos españoles, con unos sesenta o setenta mil soldados, y era el mayor de la segunda mitad del siglo.
Los franceses dividieron el ejército en tres grupos; el principal, al mando del mariscal general de Turena y compuesto por treinta y cinco mil soldados, penetró en el condado de Henao. Su misión era la de acometer los asedios mayores. El segundo era mucho menor: unos cinco mil soldados al mando del marqués de Créqui, formado sobre todo por caballería, que protegerían el flanco sur, en torno a Luxemburgo. El tercero, unos ocho mil hombres con el mariscal de Aumont a la cabeza, debía invadir la costa y hostigar a las guarniciones de la zona para impedir que acudiesen al interior a colaborar en la defensa. Castel Rodrigo, con sus fuerzas insuficientes, trato de mejorar las defensas de las plazas occidentales y de la capital, en la que concentró dos de los cuatro tercios españoles de los que disponía.
Los episodios iniciales de la guerra resultaron en asedios franceses en ciudades y fortalezas de los Países Bajos españoles que estaban poco protegidas y sin posibilidades de recibir refuerzos. La primera conquista francesa fue la indefensa ciudad de Binche, que se rindió sin resistir el 31 de mayo. Charleroi, cuyas nuevas defensas estaban incompletas, también cayó sin resistencia, el 2 de junio. La penetración francesa, facilitada por la posesión de ciertas posiciones en la zona desde la Paz de los Pirineos, era cauta y evitaba las mayores guarniciones fronterizas españolas, que Castel Rodrigo había reforzado. El 17 de junio el gobernador de Ath abandonó el lugar, que los franceses ocuparon nuevamente sin tener que combatir dos días más tarde.
Por el norte, Aumont se apoderó de Armentières el 28 de mayo, tras la evacuación de la guarnición cinco días antes. El 6 de junio, tras dos días de resistencia, los ochenta soldados de Bergues capitularon, como hizo la ciudad. La ventaja numérica del enemigo y la imposibilidad de recibir socorros desalentaban la resistencia. El 12 de junio los franceses se adueñaron de Furnes, que resistió con su insuficiente guarnición de cuatro compañías españolas durante tres días. Para mediados de mes, Aumont había conquistado una serie de posiciones menores, mal guardadas, pero que mejoraban las defensas de Dunquerque y se dirigió hacia Tournai para reunirse con Turena y participar en operaciones de mayor calado.
En efecto, Turena y Aumont emprendieron el asedio de Tournai, dotada de una guarnición exigua, el 21 de junio. La guarnición, principalmente irlandesa, se defendió con denuedo, pero la población, desmoralizada, decidió entregar la ciudad a los franceses en condiciones ventajosas. El 24 los franceses entraron en la ciudad, que habían prometido no asaltar ni saquear; la guarnición se refugió en la ciudadela. Ese mismo día, los franceses expugnaron sin gran esfuerzo la ciudadela.
Después de hacerse con Tournai, el ejército francés se dirigió a la cercana Douai, que cercó. Después de seis días, la guarnición valona capituló, atendiendo los ruegos de la población (6 de julio). El vecino fuerte del Escarpe, defendida por una compañía valona con jefe español, se apresuró también a rendirse, sin colaborar en la corta defensa de Douai. Entonces Aumont, al frente de cuatro mil infantes y dos mil jinetes, marchó contra Cortrique, que se rindió tras tres días de resistencia, el 17 julio. Fue uno de los escasos lugares donde la guarnición resistió de firme: el gobernador murió combatiendo y doscientos soldados fueron apresados en el asalto al castillo. La escasa guarnición se había defendido encarnizadamente, pero la ciudad, que no esperaba recibir auxilio, optó por capitular en buenas condiciones con el invasor.
Tras amagar con atacar Lila, que recibió refuerzos desde Gante, los franceses se dirigieron hacia Oudenaarde, de la que se adueñaron el 31 de julio. El 18, en un audaz golpe de mano, los franceses se hicieron con Alost, que les abrió las puertas para evitar represalias. Castel Rodrigo ordenó a los mil doscientos españoles de la guarnición que se replegasen, dadas las malas defensas de la plaza.
La mayor parte de los sitios acabaron rápidamente, tomándose ciudades como Charleroi, Tournai, y Douai en una campaña que los franceses recuerdan con el nombre de promenade militaire (paseo militar). El único sitio largo fue el de Lille, que se prolongó desde el 28 de agosto al 25 de septiembre de 1667.

## Resistencia española y conquista francesa de Lila

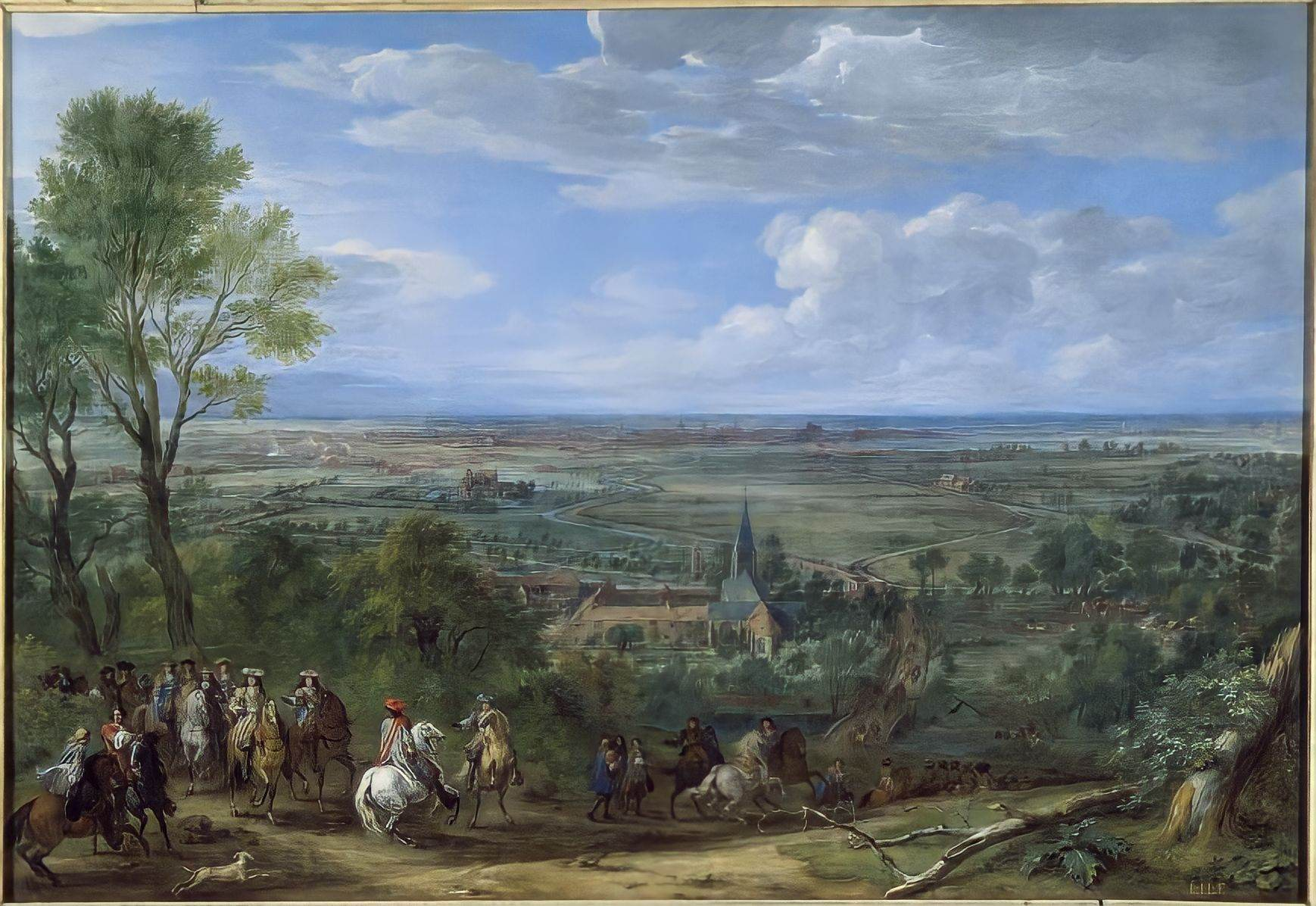
Llegada de Luis XIV a Lila. La ciudad, importante y populosa, era uno de los principales objetivos franceses y cayó en sus manos tras nueve días de encarnizada resistencia. Los esfuerzos de Castel Rodrigo por socorrerla fueron vanos.

En agosto la situación comenzó a cambiar, y los franceses sufrieron un serio contratiempo en el asedio de Terramunda, que hubieron de abandonar tras sufrir gran número de bajas —se calcula que un 20 % de los treinta mil soldados que participaron en el cerco—. Pocos días después, la caballería de Castel Rodrigo eliminó un contingente francés de varios centenares de jinetes que recorría Brabante exigiendo contribuciones a los habitantes. Alentados por estas pequeñas victorias, los gobernadores de las plazas fronterizas acometieron algunos ataques en territorio enemigo, como la conquista de Ribemont desde Cambrai.
Tras el revés de Terramunda, los franceses decidieron abordar finalmente la ansiada conquista de Lila. Mediado agosto emprendieron el asedio. La guarnición realizó varias salidas que costaron varios centenares de bajas a los asediadores. Pese a la enconada defensa, la ciudad capituló cuando los franceses se apoderaron de una de sus puertas el 28 de agosto. La derrota de la caballería de reserva de Castel Rodrigo cuando se retiraba hacia Brujas tras tratar en vano de socorrer Lila complicó la situación española. Los franceses amenazaban Gante y otras plazas cercanas y controlaban las vías de comunicación.

## Escaramuzas invernales
Ocho días de intensas lluvias, la retirada del rey y la reducción del ejército por las operaciones impidieron que Turena pudiese aprovechar la debilidad del enemigo. El 12 de septiembre, empero, pudo recuperar Alost, abandonada a mediados de agosto y recuperada entonces por un destacamento español. En octubre los franceses se aprestaron a invernar y pactaron un intercambio de prisioneros. Durante el invierno los combates continuaron a pequeña escala; los españoles, escasos de tropas, tuvieron que enviarlas de un punto a otro constantemente para tratar de hacer frente a las exacciones francesas en las distintas provincias. Los franceses se tuvieron que contentar con hostigar al enemigo y conquistar algunas posiciones menores en Henao, tratando de cortar las comunicaciones entre Mons y Bruselas.
A partir de febrero, la corte francesa instó al ejército a reanudar las conquistas. En marzo, cuando ya era inminente el acuerdo de paz, los franceses de apresuraron a asediar Genap, bien defendida, lo que lograron tras ocho días de bombardeo. Para cuando se rindió, sin embargo, las hostilidades habían cesado, por lo que Luis hubo de devolver la posición en abril.

## La guerra en Cataluña
En prevención de un ataque francés, en 1667 con ocasión de la guerra de Devolución se levantó de nuevo el Tercio de Barcelona de Francisco Granollachs y de Millàs, del que eran capitanes los veteranos Rafael Masdéu, Joan Carreras y Geroni Capmany, y los novatos Juan Vinyet, José Ros, Joan Bernat Vives, Francesc Prats y Lorenzo Puig. Fue enviado a la ciudad de Gerona, y fue al rescate de Puigcerdá, que estaba siendo atacada. Pese a ello, la región no estaba preparada para enfrentarse a Francia y contaba con unas guarniciones «desnudas y muertas de hambre», según el Consejo de Aragón, sin armas ni municiones adecuadas para la contienda. Este frente fue mucho menos activo que el flamenco y se limitó fundamentalmente a una serie de escaramuzas en el Rosellón, dadas las escasas tropas que en él destacaron los dos bandos. En julio los franceses, que contaban con cinco mil infantes y mil jinetes, invadieron el Ampurdán, fundamentalmente para hacerse con parte del cereal de la comarca. La armada francesa, quince galeras y ocho navíos apostados en Tolón, les permitía aprovisionar el Rosellón y amenazar diversos puntos del litoral catalán.
El duque de Osuna, jefe del frente y nuevo virrey desde principios de agosto, logró pese a todo acometer al enemigo en torno a Puigcerdá. Repelió la ofensiva francesa en esta localidad —que, pese a sus malas defensas, protegía Barcelona— y Llivia y se apoderó de algunos lugares del valle de Querol y Cerdaña. La llegada de refuerzos franceses en septiembre y la falta de tropas en el lado español frustró, empero, las esperanzas de recuperar la Cerdaña y el condado de Conflent. En parte esto se debió a la desconfianza de la corte por los catalanes, que le llevó a rechazar los ofrecimientos de soldados de varias ciudades y personajes. El mayor obstáculo al reforzamiento de este frente era la larga guerra con Portugal, que acaparaba las tropas disponibles. Para cuando fue posible enviar más hombres a Cataluña, ya había concluido la guerra con Francia.

## Conquista francesa del Franco Condado

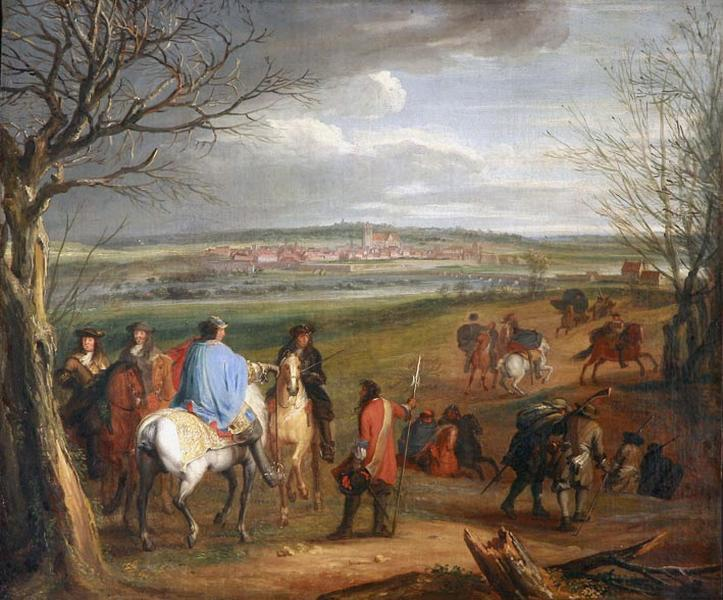
El sitio de Dola, única población que se opuso a la invasión de Condé en febrero de 1668.

En febrero de 1668, los franceses invadieron el Franco Condado, por sugerencia de Condé, que conocía la vulnerable situación de la provincia. Los catorce mil soldados de Condé la invadieron el 4 de febrero, teniendo que hacer frente a poco más de mil quinientos defensores, mil de ellos soldados nuevos reclutados por la propia provincia, además de unos siete mil milicianos, de escasa utilidad. La resistencia fue mínima, y se limitó a la ciudad de Dola, que capituló cuando se la amenazó con un asalto. Condé completó la conquista del territorio en apenas dos semanas. La pérdida de la provincia se debió a la ineptitud de su gobernador, la indiferencia de la población y la incuria gubernamental, que la tenía desatendida.

## La Triple Alianza

Los territorios obtenidos por Francia merced a la victoria en la guerra, plasmadas en la paz de Aquisgrán de 1668.

Estos rápidos logros comenzaron a preocupar al resto de potencias europeas, especialmente a los neerlandeses. Estos, junto a ingleses, alemanes y suecos, estaban bastante contentos de que la débil y no amenazante Monarquía Hispánica tuviera el control de esta estratégica región. Si Francia obtenía el control de la región, un agresivo y fuerte Estado se establecería en la frontera con los Países Bajos, obteniendo así el control de excelentes puertos que permitirían a los franceses operar en el mar del Norte. Para evitar que Francia consolidara ese poder, en enero de 1668 Inglaterra, Suecia y los Países Bajos firmaron la Triple Alianza. Se comprometieron a respetar a los territorios que Luis XIV había conquistado al comienzo de la guerra, pero alertaban de que si los franceses continuaban con su ofensiva más allá de las fronteras establecidas en aquel momento, las tres potencias se unirían a la Monarquía Hispánica y declararían la guerra a Francia. La creación de la nueva liga allanó las conversaciones de paz franco-españolas.

## Estancamiento de los combates y paz
Durante el invierno de 1667-1668, el desgaste del ejército francés y el reforzamiento del español con reclutas valones y alemanes comenzó a equilibrar la situación en Flandes, donde no hubo choques de entidad.
Más al sur, las tropas francesas bajo el mando de Luis II de Borbón-Condé ocuparon rápidamente el Franco Condado en febrero de 1668, pero entonces Luis se vio obligado a ceder y a firmar el Tratado de Aquisgrán frente la Alianza. Este se firmó a principios de mayo. Francia conservó los territorios conquistados en Flandes, pero el Franco Condado fue devuelto a España, cuyas fortalezas, empero, hubieron de desmantelarse. Como consecuencia, las relaciones entre Francia y las Provincias Unidas quedaron muy deterioradas; la guerra de Devolución acabaría llevando a la guerra franco-holandesa (1672-1678). Tanto Inglaterra como Holanda se comprometían a defender los Países Bajos españoles de nuevas agresiones francesas.
En 1668, la Corona realizó un gran esfuerzo para aumentar el tamaño del ejército de Flandes, lo que permitió dotar suficientemente a las guarniciones, aunque no que las tropas llegasen a tiempo a participar en la guerra con los franceses. El crecimiento del ejército, sin embargo, resultó insostenible tanto para la Hacienda real como para la de las provincias y en 1669 se tuvo que reducir el número de soldados. España podía movilizar en la década de 1660 tantos soldados como en el siglo anterior, pero no contaba ya con los medios para mantenerlos, y tenía que enfrentarse a una Francia con mayores recursos humanos y económicos que le permitían reunir ejércitos cada vez más grandes.